# L'Anse aux Meadows
L'Anse aux Meadows (/ lænsi mɛdoʊz /  trong tiếng Pháp: L'Anse-aux-Méduses) là một địa điểm khảo cổ nằm tại mũi phía bắc của đảo Newfoundland trong tỉnh Newfoundland và Labrador, Canada. Được phát hiện vào năm 1960, nó là địa danh nổi tiếng nhất của những người Norse hoặc Viking đã từng định cư tại Bắc Mỹ bên ngoài Greenland.
Có niên đại vào khoảng năm 1000, L'Anse aux Meadows là địa danh chỉ được chấp nhận rộng rãi như là một bằng chứng của thời tiền Columbo xuyên đại dương. Điều đáng chú ý là đây có thể là thuộc địa Vinland được thành lập bởi Leif Ericson trong cùng hoặc gần với thời gian những người Viking tìm thấy nơi đây. Nó được công nhận là một di sản thế giới của UNESCO vào năm 1978.

## Tên nguyên
L'Anse aux Meadows lần đầu tiên được ghi nhận với tên là Anse à la Médée ("Vịnh của Médée") trên hải đồ của Pháp thực hiện trong năm 1862. Tên địa danh có thể là tên của một tàu mang tên người phụ nữ trong thần thoại Hy Lạp là Medea, đó là một tên điển hình cho những con tàu biển vào thời điểm đó. Khu vực vịnh đối diện với L'Anse aux Meadows ngày nay vẫn có tên là Vịnh Médée .
Nhưng làm sao khu vực được đặt tên là "L'Anse aux Meadows" đến nay vẫn là chưa rõ ràng. Cục Công viên Quốc gia Canada là đơn vị quản lý địa điểm này đã nói rằng, tên hiện tại được Anh hóa từ "Anse à la Médée" sau khi những người nói tiếng Anh định cư trong khu vực. Một khả năng khác, "L'Anse aux Meadows" có thể là một tham chiếu bởi những người Pháp định cư tại "L'Anse aux Méduses". Sự thay đổi từ "Méduses" thành "Meadows" có thể là bởi cảnh quan trong khu vực có xu hướng mở với những đồng cỏ.

## Phát hiện và ý nghĩa
Năm 1960, một địa điểm khảo cổ của một ngôi làng Bắc Âu đã được phát hiện tại đảo Newfoundland bởi nhà thám hiểm người Na Uy Helge Ingstad. Dựa trên ý tưởng rằng đây có thể là "Vinland" của người Bắc Âu, đề cập đến trong bài Icelandic Sagas, có nghĩa là "vùng đất rượu vang", bởi người ta đã cho rằng từ lâu đây là khu vực của nho tự nhiên. Chính vì điều này, các giả thuyết phổ biến trước khi lý thuyết Ingstad cho rằng khu vực Vinland tồn tại ở đâu đó gần bờ biển phía Bắc tiểu bang Massachusetts. Helge Ingstad nghi ngờ giả thuyết này, nói rằng, tên Vinland thể có nghĩa là vùng đất của đồng cỏ... và bao gồm một bán đảo. Ông nghĩ rằng các khu vực dọc theo bờ biển Đại Tây Dương của Mỹ ngày nay không phù hợp cho những người Bắc Âu có cuộc sống thoải mái được.
Cũng trong năm đó, George Decker là một công dân của làng đánh cá L'Anse aux Meadows, dẫn Ingstad đến một nhóm các gò đất gần ngôi làng mà người dân địa phương gọi là "trại Indian cổ". Những gò này bao phủ bởi cỏ trông giống như phần còn lại của ngôi nhà. Helge Ingstad và vợ ông là Anne Stine Ingstad tiến hành khai quật khảo cổ trong 7 năm, từ 1961-1968. Họ tiến hành nghiên cứu tám ngôi nhà hoàn chỉnh cũng như phần còn lại của ngôi nhà thứ chín. Họ xác định rằng các di chỉ này có nguồn gốc bởi những người Bắc Âu vì các đặc điểm cấu trúc và hiện vật tìm thấy tại đó so với các di chỉ khảo cổ khác ở Greenland và Iceland trong khoảng năm 1000 là giống nhau.
L'Anse aux Meadows được công nhận là di chỉ của người Bắc Ấu lớn nhất ở Bắc Mỹ ngoài Greenland. Nó đại diện cho mức độ xa nhất được biết đến của những người châu Âu thăm dò và định cư tại Tân thế giới trước nhà thám hiểm Christopher Columbus gần 500 năm. Các nhà sử học đã suy đoán rằng, có thể còn có các di chỉ định cư khác, hoặc ít nhất là có hoạt động thương mại châu Mỹ-Bắc Âu. Năm 2012, tiền đồn của những người Bắc Âu có thể đã được xác định tại Nanook ở thung lũng Tanfield trên đảo Baffin, cũng như Nunguvik, Đảo Willows và quần đảo Avayalik.

## Khu định cư người Bắc Âu

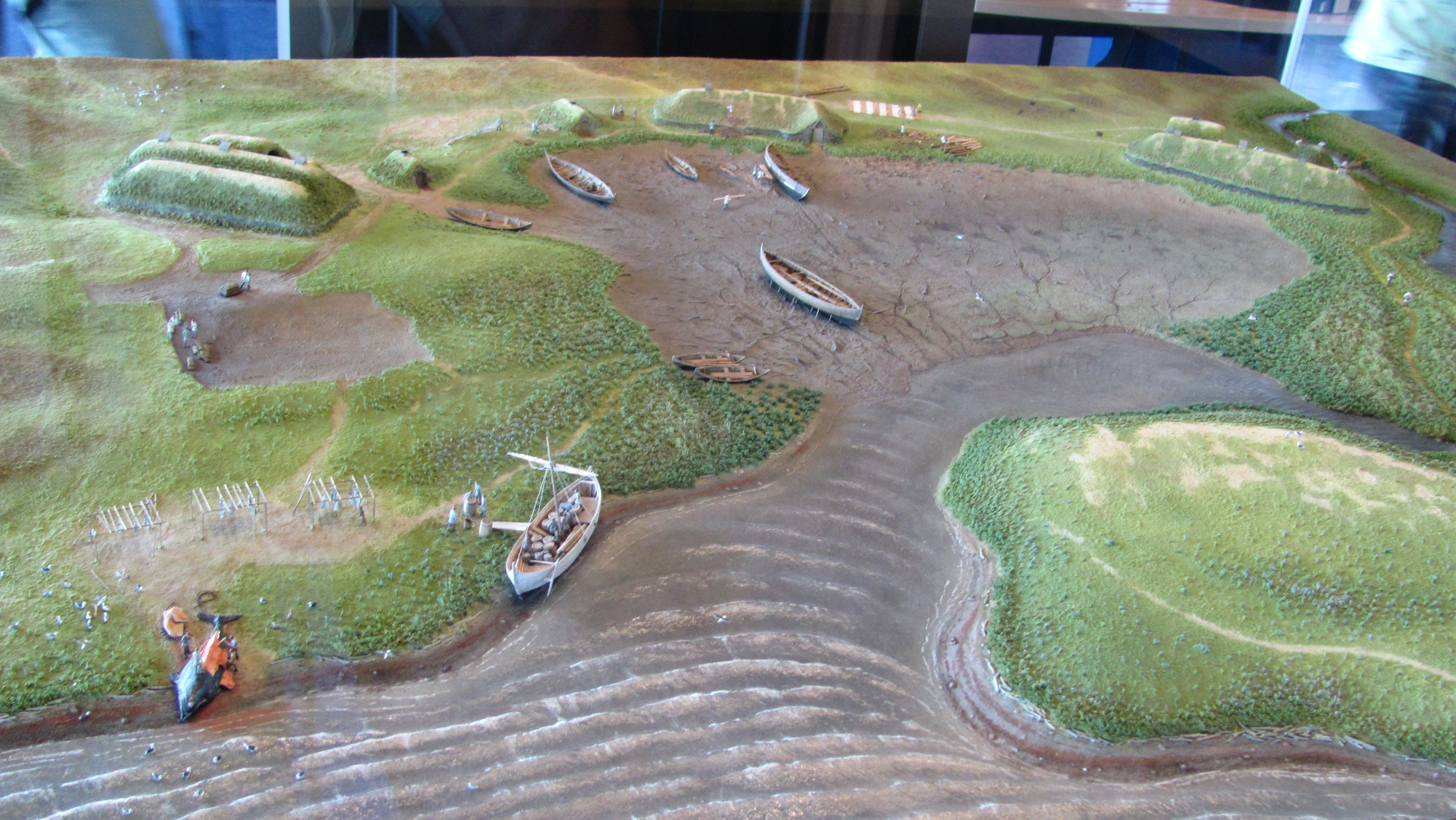
Mô hình về khu định cư trong bảo tàng của L'Anse aux Meadows

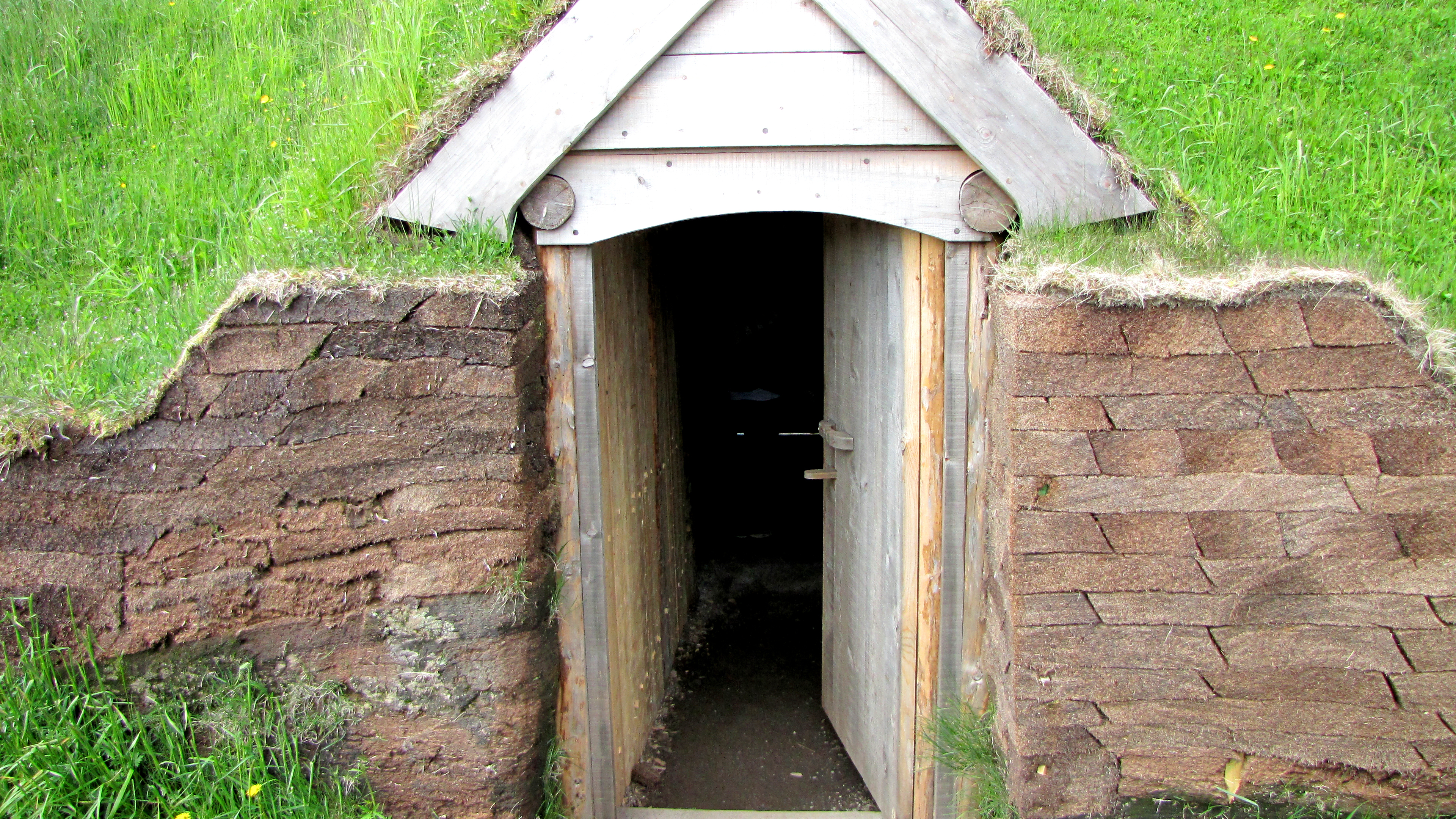
Lối vào các ngôi nhà được xây dựng lại.

Khai quật khảo cổ tại L'Anse aux Meadows được tiến hành vào những năm 1960 bởi một nhóm nhà khảo cổ học và theo chỉ đạo của Cục Công viên Quốc gia Canada, đơn vị trực thuộc Chính phủ Canada. Sau mỗi khoảng thời gian khai quật, các di chỉ khảo cổ đã được cải táng để bảo vệ và bảo tồn các nguồn tài nguyên văn hóa.
Việc định cư của người Bắc Âu tại L' Anse aux Meadows có niên đại khoảng 1.000 năm trước đây, (ước tính niên đại bằng carbon là từ năm 990-1050 ). Đánh giá rằng, nó khớp với niên đại của các vật dụng và cấu trúc được tìm thấy  Ngày nay khu vực là vùng đất mở, vùng đồng cỏ, nhưng 1000 năm trước, tại đây đã có những khu rừng giúp những người Bắc Âu đóng thuyền, xây dựng nhà cửa và khai thác sắt . Những gì còn lại của di chỉ này bao gồm tám ngôi nhà (đánh dấu từ A - J). Chúng được cho là đã được xây dựng bằng cỏ, được đặt trên một khung gỗ. Dựa trên các hiện vật liên quan, các tòa nhà khác được xác định là nhà ở hoặc nhà xưởng. Các nhà ở lớn nhất (nhà F) có số đo 28,8*15,6 m (94,5*51 ft) và có nhiều phòng sử dụng. Ba tòa nhà nhỏ hơn (đánh dấu là B, C, G) có thể là các nơi cho các cuộc hội thảo, khu sinh hoạt nhỏ hơn cho thủy thủ đoàn hoặc giam giữ nô lệ. Tại nhà J xác định là một xưởng rèn với nhiều xỉ sắt, một xưởng mộc (nhà D) có các mảnh vụn gỗ, và một khu vực sửa chữa tàu có chứa rất nhiều đinh tán đã mòn. Hiện vật khác được tìm thấy tại di chỉ khảo cổ này bao gồm các đồ dùng phổ biến của người Bắc Âu hay sử dụng, trong đó có một ngọn đèn dầu bằng đá, một cái mài đá, một pin buộc bằng đồng, một cây kim đan bằng xương, trục chính bằng đá... Trục chính bằng đá có khối lượng lớn được đặt tại nhà G có thể là một phần của một máy dệt. Sự hiện diện của trục chính và kim đan cho thấy rằng, có cả phụ nữ sinh sống định cư tại đây. Không thể biết chính xác có bao nhiêu người đàn ông và phụ nữ sống tại các đây tại một thời điểm, tuy nhiên các khu nhà ở cho thấy, nơi đây có khả năng hỗ trợ từ 30-160 người sinh sống.
Quả óc chó đã được tìm thấy tại đây. Đó là thực phẩm của người Bắc Âu đã sử dung, và quan trọng hơn bởi vì chúng không phát triển một cách tự nhiên tại phía bắc của New Brunswick. Sự hiện diện của loại thực phẩm này có thể chỉ ra rằng, các cư dân Bắc Âu còn di chuyển xa hơn về phía nam để có được chúng. Ngoài ra còn có các bằng chứng cho thấy, người Bắc Âu săn một loạt các loài động vật trong khu vực để làm nguồn thức ăn bao gồm tuần lộc, chó sói, cáo, gấu, mèo rừng, chồn, tất cả các loại chim và cá cùng với cả hải cẩu, cá voi và hải mã. Khí hậu của L'Anse aux Meadows cũng giống với Greenland, và họ có thể sử dụng phương pháp truyền thống để câu cá và săn bắn trên khu vực băng giá này. Khu vực này không còn phong phú thực phẩm do khí hậu khắc nghiệt và bệnh dịch trong nhiều năm. Điều này khiến các loài thú ngủ đông hoặc di chuyển về phương Nam. Những tổn thất về nguồn thực phẩm này làm cho mùa đông trở lên khắc nghiệt và rất khó khăn cho người dân Bắc Âu tại L' Anse aux Meadows. Chính vì điều này, các nhà khảo cổ cho rằng, di chỉ này là nơi sinh sống của người Bắc Âu trong một thời gian tương đối ngắn.

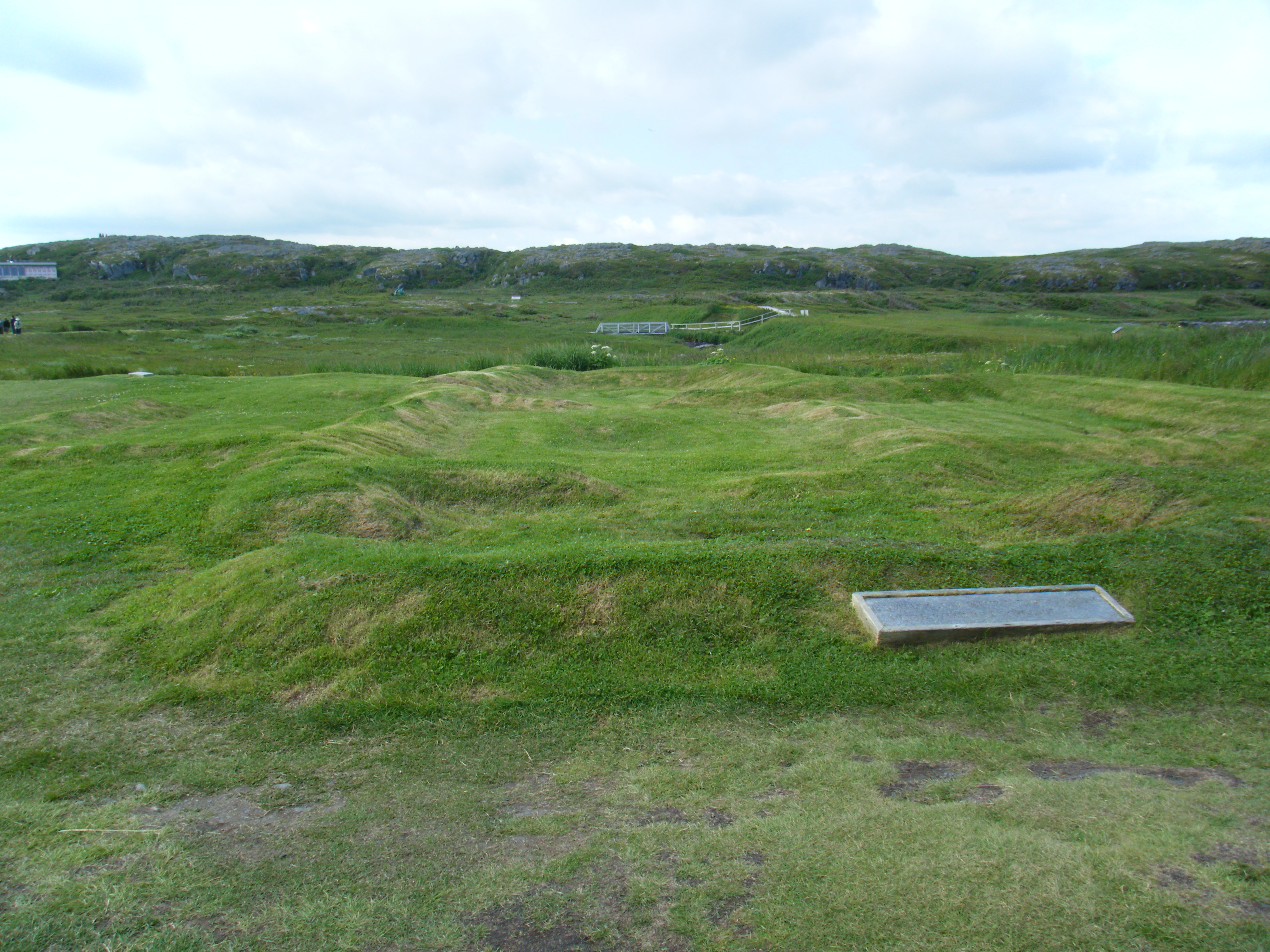
Tàn tích của những tòa nhà định cư của người Bắc Âu, 2010 (Nhà A)
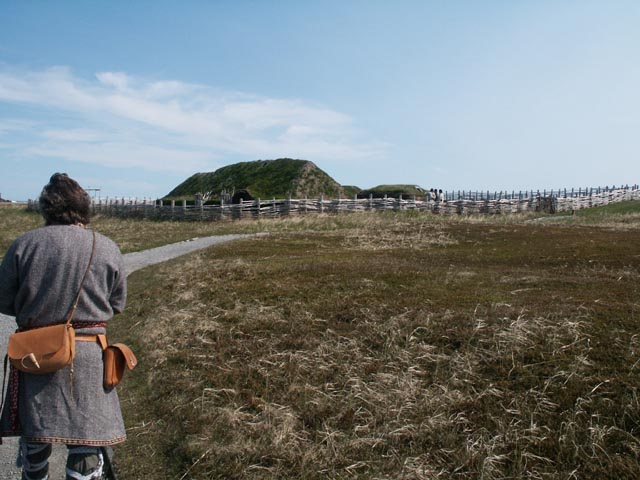
L'Anse aux Meadows với những ngôi nhà xây dựng bằng gỗ và cỏ, 2002
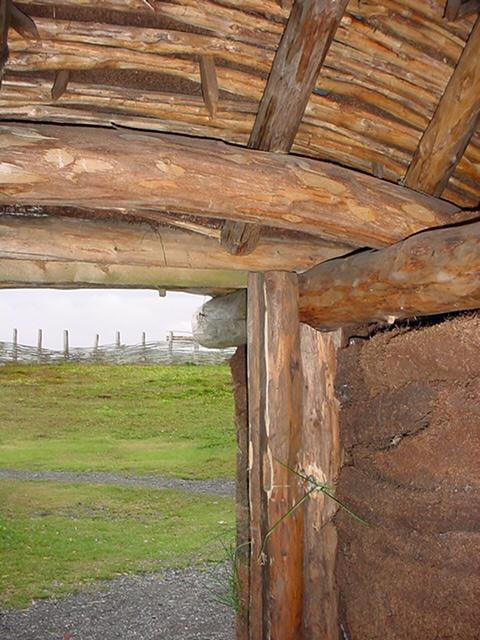
Cửa ra vào nhìn từ bên trong, 2006
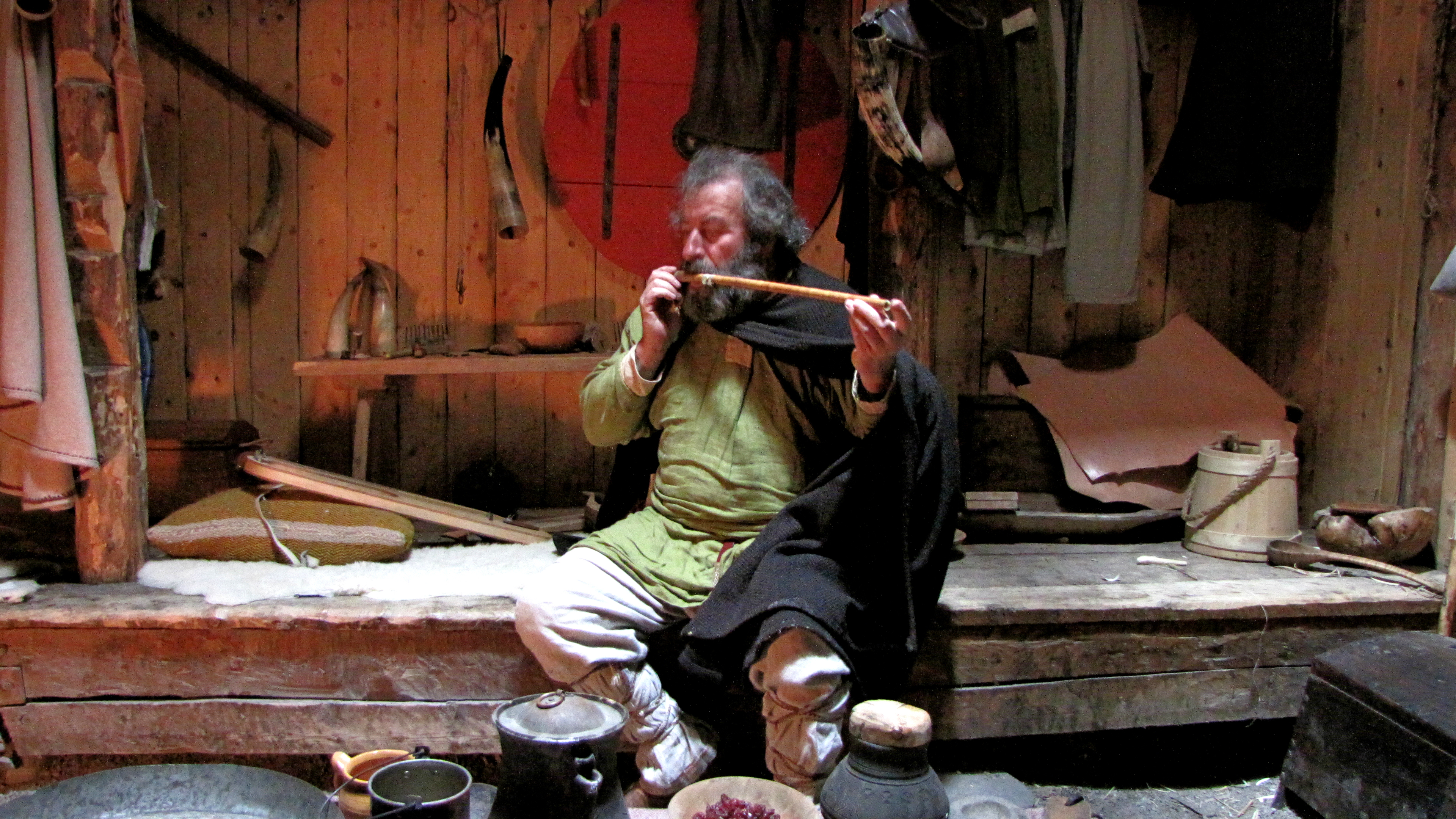
Bên trong của ngôi nhà cỏ được tái thiết
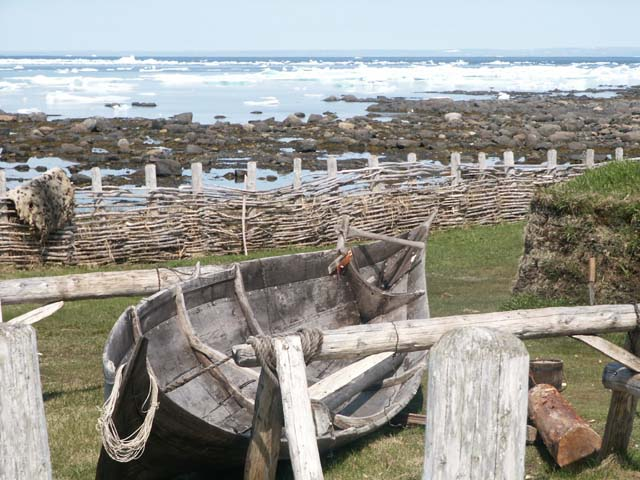
Thuyền được tái tạo lại tại L'Anse aux Meadows, 2002
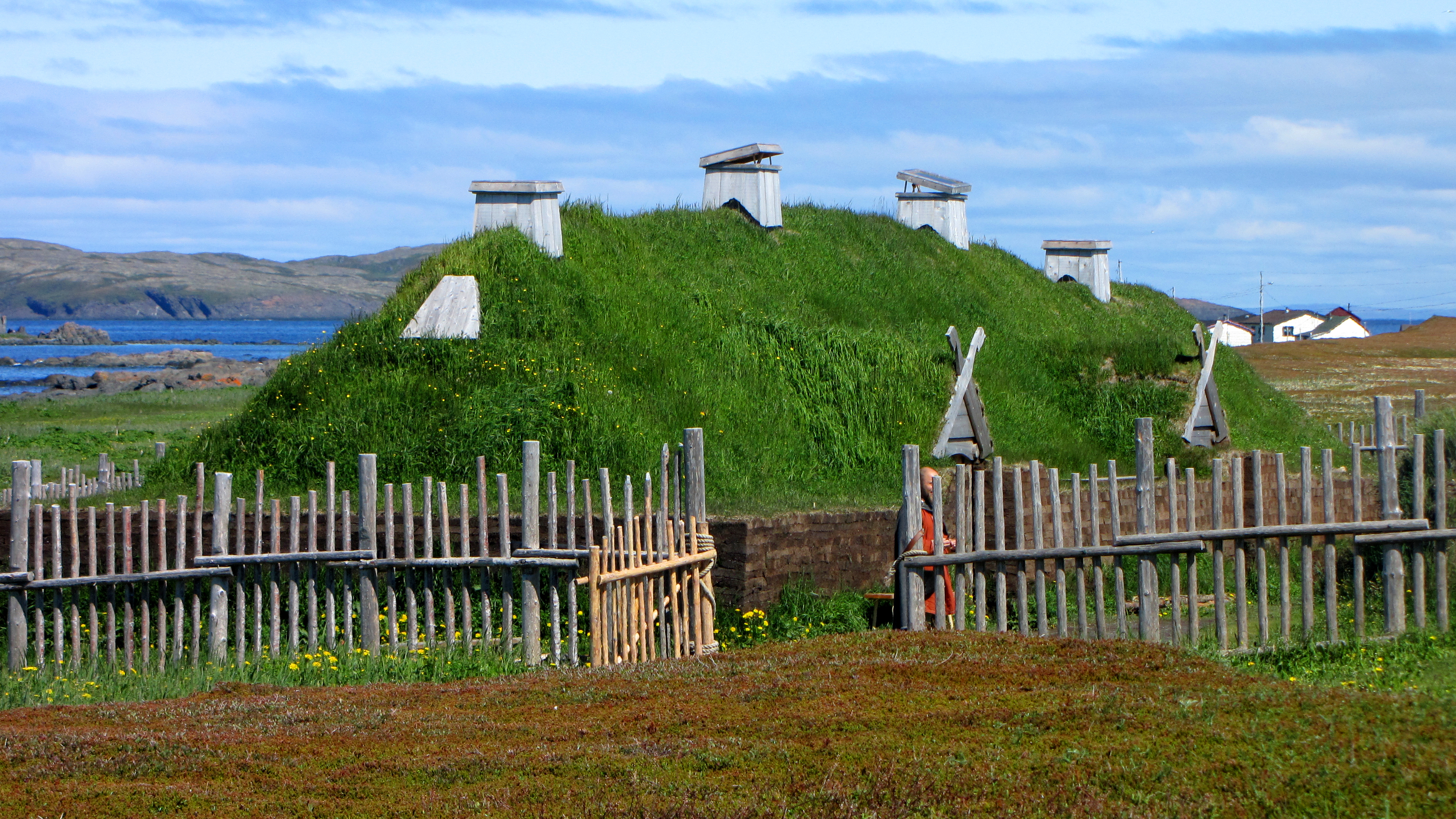
Một nhà dài lợp cỏ của người Bắc Âu tại L'Anse aux Meadows